# Пушник, Герхард
Герхард Пушник (нем. Gerhard Puschnik, род. 16 октября 1966, Фельдкирх, Форарльберг) — австрийский хоккеист, крайний нападающий. Участник зимних Олимпийских игр 1988, 1994 и 1998 годов.

## Биография
Герхард Пушник родился 16 октября 1966 года в австрийском городе Фельдкирх.

### Клубная карьера
Начал заниматься хоккеем с шайбой в «Фельдкирхе». В 1982—2000 годах выступал за «Фельдкирх», в составе которого шесть раз становился чемпионом Австрии (1990, 1994—1998), в 1998 году был победителем Евролиги. Два следующих сезона провёл в «Линце», после чего в 2002 году вернулся в «Фельдкирх», который вскоре вылетел во вторую лигу. Играл в его составе до 2005 года. На счету Пушника 865 матчей в чемпионате Австрии, в которых он набрал 927 (401+526) очков.

### Международная карьера
Играл за юношескую и молодёжную сборные Австрии. В составе сборной Австрии десять раз участвовал в чемпионатах мира: четырежды в первом дивизионе (1993—1996), семь раз во втором (1987, 1989—1992, 1997). Сыграл на чемпионатах мира 71 матч, набрал 36 (14+22 очков).
В 1988 году вошёл в состав сборной Австрии по хоккею с шайбой на зимних Олимпийских играх в Калгари, занявшей 9-е место. Играл на позиции нападающего, провёл 6 матчей, забросил 1 шайбу в ворота сборной Польши.
В 1994 году вошёл в состав сборной Австрии по хоккею с шайбой на зимних Олимпийских играх в Лиллехаммере, занявшей 12-е место. Играл на позиции нападающего, провёл 7 матчей, забросил 2 шайбы (по одной в ворота сборных Германии и Норвегии).
В 1998 году вошёл в состав сборной Австрии по хоккею с шайбой на зимних Олимпийских играх в Нагано, занявшей 14-е место. Играл на позиции нападающего, провёл 4 матча, забросил 1 шайбу в ворота сборной Казахстана.
В течение карьеры провёл за сборную Австрии 163 матча, набрал 95 (42+53) очков.
Считается одним из звёздных хоккеистов в истории «Фельдкирха» и сборной Австрии.

### Тренерская карьера
В 1999 году начал тренерскую карьеру в «Райнтале» в швейцарской второй лиге. В сезоне-2008/09 возглавлял швейцарский «Хур», в 2012—2016 годах тренировал молодёжную команду «Линца», в 2016—2017 годах — «Айсхоккей», в 2019—2020 годах — «Ваттенс», играющий в австрийской четвёртой лиге. С 2020 года возглавляет «Линдау», выступающий в немецкой третьей лиге.
В 2005—2009, 2010—2011 годах входил в тренерский штаб молодёжной сборной Австрии, в 2013—2015 годах — юношеской сборной Австрии.

## Семья
Отец Зепп Пушниг (род. 1946) играл за сборную Австрии по хоккею с шайбой, участвовал в зимних Олимпийских играх 1964, 1968 и 1976 годов.
Младший брат Андреас Пушник (род. 1972) играл за сборную Австрии по хоккею с шайбой, участвовал в зимних Олимпийских играх 1994 и 1998 годов.
Дядя Дел Сейнт Джон (1931—2009) — выходец из Канады, играл за сборную Австрии по хоккею с шайбой, участвовал в зимних Олимпийских играх 1964 и 1968 годов.